# Валютна стрічка
Стрічка для грошей, стрічка для банкнот або купюр — це простий паперовий пристрій, призначений для утримання певного номіналу та кількості банкнот.  Також може стосуватися самої пачки. 

## Історія
Зв'язування грошей у пачки за допомогою простого еластичного або паперового пристрою таке ж давнє, як і сама паперова валюта. Однак стандартизовані стрічки — це відносно нова ідея. Наприклад, до середини 1970-х років Федеральна резервна система США рахувала банкноти вручну. Тобто, вони використовували 55 лічильників валюти, чия робота полягала в підрахунку, а також у перевірці справжності банкнот на вигляд і на дотик.  Однак зі збільшенням кількості валюти в обігу виникла потреба у більш ефективному способі її підрахунку. Щоб допомогти персоналу відділу підрахунку валюти не відставати, банк почав сортувати банкноти від 1 до 20 доларів стрічкою. Стрічки візуально перевіряли і зважували на противазі, що дорівнювала масі паперу 100 справжніх американських банкнот. Грошові стрічки навіть допомагали ловити злочинців під час пограбувань банків, як, наприклад, під час пограбування «Dunbar Armored» в 1997 році, коли один із злочинців вирішив заплатити брокеру з нерухомості пачкою банкнот, що була перев'язана стрічкою.

## Дивись також
- Упаковка валюти
- Машина для підрахунку валюти